# 魯德尼亞-伊萬尼夫斯卡
50°59′1″N 27°41′56″E / 50.98361°N 27.69889°E
魯德尼亞-伊萬尼夫斯卡（烏克蘭語：Рудня-Іванівська）是位於烏克蘭北部的村莊，由日托米爾州茲維亞赫爾區的葉米利奇內市鎮負責管轄。該村始建於1690年，面積2.91平方公里，海拔高度190米，2001年人口1,132，人口密度每平方公里388.87人。